# Burgruine Gomarn
Die ausgedehnte Bautenanlage der Burgruine Gomarn liegt auf dem Rücken eines Hügels bei Bad St. Leonhard im Lavanttal. Die Anlage steht unter Denkmalschutz (Listeneintrag).

## Baubeschreibung
Die Burg Gamanara wird erstmals 1278 urkundlich erwähnt. Der älteste erhaltene Teil der Burg ist der starkwandige Bergfried mit quadratischem Grundriss. Die zum Teil noch erhaltenen, viergeschoßigen Mauerreste datieren aus dem 15. Jahrhundert. Die Stadtmauer ist im Südwesten integriert und damit ein wichtiger Bestandteil der Befestigung.

## Geschichte
Für den Besitz des Bistums Bamberg im Lavanttal stellte das von Heinrich II. übergebene Königsgut (teilweise als Allod, teilweise als Lehen) zweifellos die Grundlage des Besitztums um Wolfsberg dar. Das Bistum brauchte nicht weniger als drei Jahrhunderte, um daraus die relativ großen, geschlossenen Besitzkomplexe um Wolfsberg im Lavanttal und von Villach bis Pontafel/Pontebba im Kanaltal zu formen. Der Ausbau zu einem großen, geschlossenen Besitzkomplex wurde aber erst 1425 mit dem Erwerb der Hochgerichtsrechte abgeschlossen.
Als erstes Zentrum im oberen Lavanttal, das damals als Gaminare oder Gomarn bezeichnet wurde, erscheint die Kirche des heiligen Leonhard, die Bischof Otto I. erbaute. Der Name Gomarn leitet sich ab von der Gründung einer Capella sancti Leonardi in Gaminare zur Zeit bambergischer Landeshoheit im Lavanttal (12. Jahrhundert). Heute noch heißt der Ort mundartlich "Gammern".
Im Jahre 1278 wurde die Burg St. Leonhard erwähnt, die heute in Ruinen liegt, aber immer noch Gomarn heißt. Die reichen Erzlager in der unmittelbaren Umgebung, vor allem der Goldbergbau in der Kliening, führten zur Entstehung einer Stadt, die 1311 erstmals genannt wird und von Bischof Heinrich II. von Sternberg 1325 das Stadtrecht und einen Burgfried erhielt.
Die Burgruine Gomarn am Schlossberg, in einer Urkunde des Jahres 1287 erstmals erwähnt, war einst Sitz bambergischer Verwalter. 1762 wurde die Burg ein Raub der Flammen und brannte nach rascher Wiederinstandsetzung im Jahre 1808 erneut nieder. 
Der weitläufige Innenhof dient heute als Veranstaltungsort.